# Nina Łobkowska
Nina Aleksiejewna Łobkowska (ros. Нина Алексеевна Лобковская, ur. 8 marca 1925 we wsi Fiodorowka w obwodzie karagandyjskim) – radziecka snajperka w wojnie z Niemcami, jedna z najskuteczniejszych snajperek tej wojny.

## Życiorys
Do czerwca 1941 skończyła 9 klas, od grudnia 1942 służyła w Armii Czerwonej, ukończyła Centralną Żeńską Szkołę Przysposobienia Snajperskiego w Podolsku, w sierpniu 1943 została skierowana na front wojny z Niemcami. Walczyła kolejno na Froncie Kalinińskim, 2 Nadbałtyckim i 1 Białoruskim, m.in. w składzie 3 Armii Uderzeniowej, w listopadzie 1943 została kontuzjowana, a w październiku 1944 lekko ranna. Do stycznia 1944 jako snajperka 21 Gwardyjskiej Dywizji Strzeleckiej zastrzeliła 52 żołnierzy i oficerów wroga, za co otrzymała Order Czerwonego Sztandaru. Do czerwca 1944 jako snajperka 153 armijnego zapasowego pułku piechoty zabiła 64 wrogów, za co odznaczono ją Orderem Sławy III klasy, a do końca wojny zastrzeliła 89 żołnierzy i oficerów przeciwnika. 17 stycznia 1945 współdziałając z jednostkami 1 Armii Wojska Polskiego brała udział w wyzwalaniu Warszawy. Po wojnie ukończyła studia na Wydziale Historycznym Moskiewskiego Uniwersytetu Państwowego i została lektorką Centralnego Muzeum im. Lenina, prowadząc pracę propagandową. Wielokrotnie prowadziła oficjalne spotkania z uczniami, studentami i słuchaczami akademii wojskowych.

## Odznaczenia
- Order Czerwonego Sztandaru
- Order Wojny Ojczyźnianej I klasy (dwukrotnie)
- Order Sławy II klasy
- Order Sławy III klasy
- Order Wojny Ojczyźnianej II klasy
- Medal „Za Odwagę”
- Medal „Za zasługi bojowe”
- Medal „Za zdobycie Berlina”

I inne.